# Lutera nigromaculata
Lutera nigromaculata är en skalbaggsart som beskrevs av Ohaus 1900. Lutera nigromaculata ingår i släktet Lutera och familjen Rutelidae. Inga underarter finns listade i Catalogue of Life.